# FreeCAD
FreeCAD este o aplicație CAD de modelare tri-dimensională 3D, cu sursă liberă (acoperit de licența Licența Publică Generală GNU și LGPL). Aplicația este creată în mod special pentru proiectarea asistată și proiectare de produs. Cu toate acestea se poate folosi și în alte domenii inginerești precum și în arhitecturā.

## Caracteristici
FreeCAD este un program multi-platformă care ruleazā pe Linux, Windows,  Mac OS X. Dispune de instrumente similare celor din Catia, SolidWorks, Creo, Autodesk Inventor sau Solid Edge. Acesta are un modelator parametric, are o arhitectură modulară, ceea ce îl face ușor de modificat pentru a adăuga funcționalități suplimentare fără a modifica sistemul de bază. Scrie și citește fișiere de tipul step, iges, obj, stl, dxf, svg, dae, ifc, off, nastran, vrml. 
FreeCAD are o componentă 2D, creată cu scopul de a extrage detaliile modelului 3D, pentru a crea desene de producție 2D. Cu toate că desenarea 2D directă (cum ar fi AutoCAD LT) nu este urmāritā în mod special, se poate totuși face cu ajutorul unui modul existent. Datorită adaptabilității, FreeCAD ar putea deveni folositor într-o plajă mai largă ca cea în care este folosit la momentul actual.
FreeCAD face uz de alte biblioteci cu sursă deschisă printre openCASCADE, Coin3D (o încarnare a openInventor), folosește Qt și Python pentru programare și scripting.
Se consideră extinderea performanțelor FreeCAD și în sectorul AEC, adăugarea de funcționalități BIM împreună cu un modulul arhitectural, extinderea suportului parțial pentru importul de fișiere IFC.

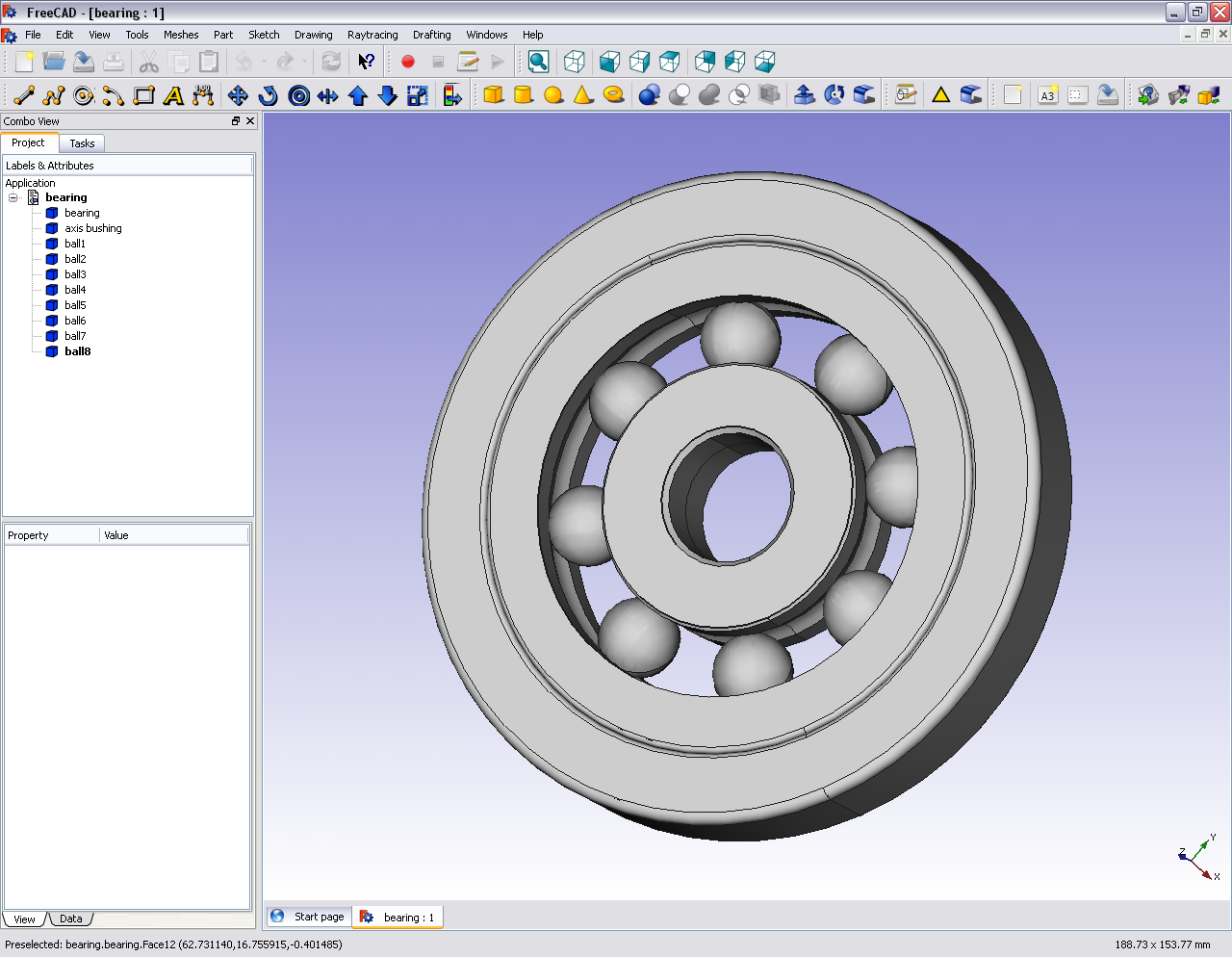
Model 3D al unui rulment creat în FreeCAD 0.10.
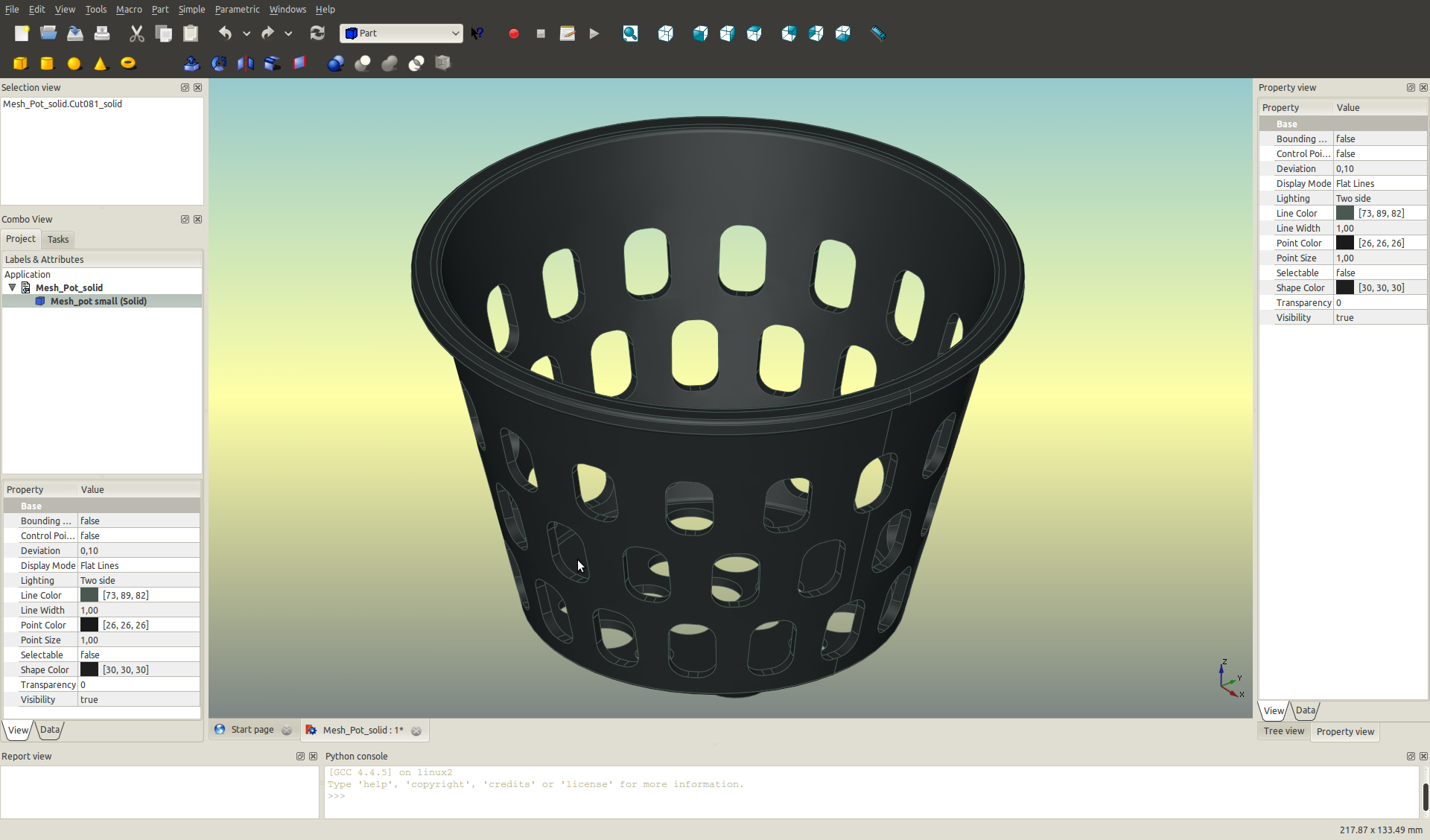
Model unui coș.
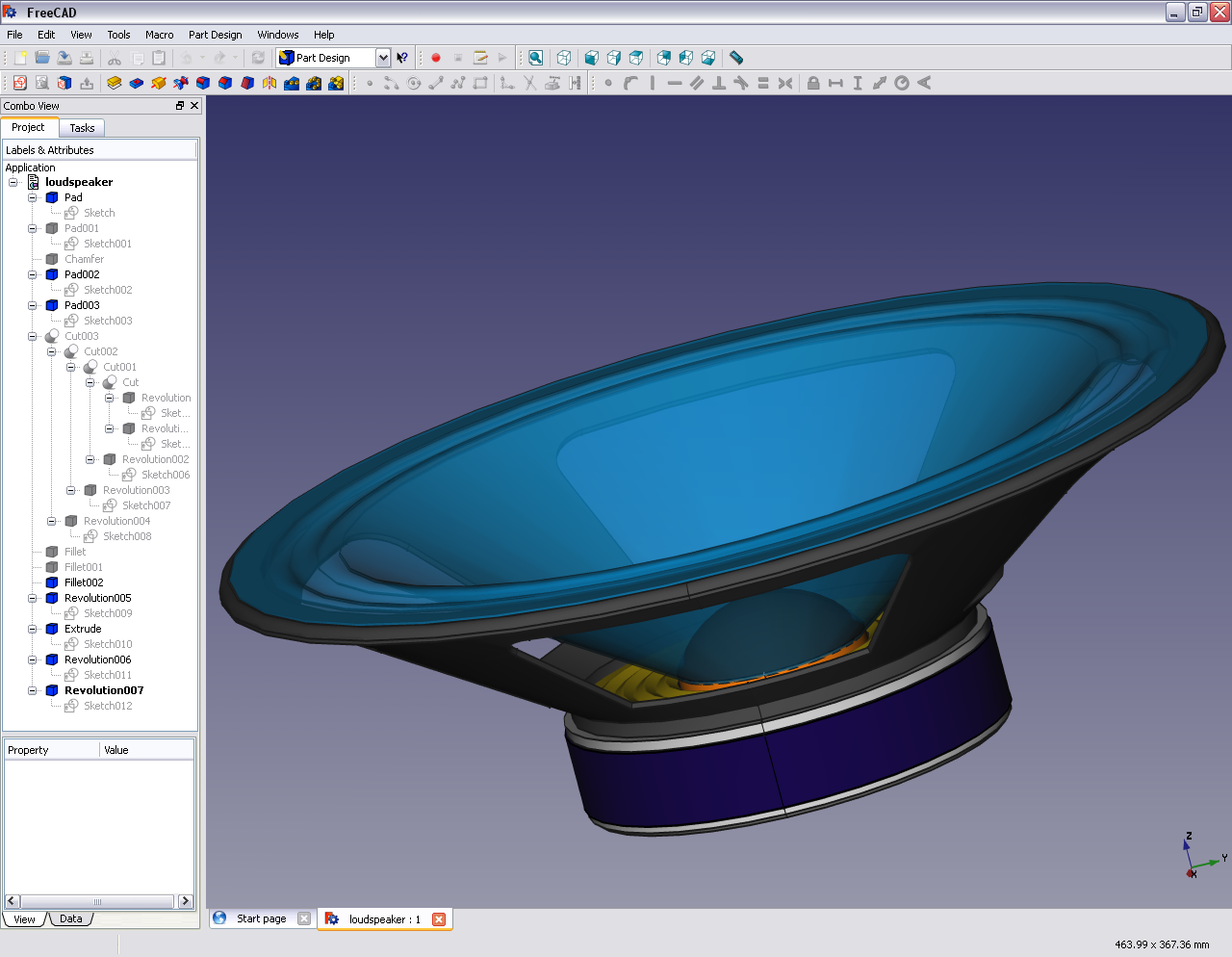
Difuzor creat cu FreeCAD.